# Romuald Figuier
Romuald Figuier (Saint-Pol-de-Léon, 5 mei 1941), artiestennaam Romuald is een Franse zanger.
Hij vertegenwoordigde Monaco op het Eurovisiesongfestival 1964 in Kopenhagen met het lied Où sont-elles passées?, hij werd derde.
5 jaar later nam hij deel voor Luxemburg met het lied Catherine, dit keer werd hij slechts elfde. 
Maar Romuald liet zich niet ontmoedigen en in 1974 stond hij er weer, opnieuw voor Monaco, met het lied Celui qui reste et celui qui s'en va, dit keer werd hij vierde.
1956: Michèle Arnaud + Michèle Arnaud · 
1957: Danièle Dupré · 
1958: Solange Berry · 
1960: Camillo Felgen · 
1961: Jean-Claude Pascal · 
1962: Camillo Felgen · 
1963: Nana Mouskouri · 
1964: Hugues Aufray · 
1965: France Gall · 
1966: Michèle Torr · 
1967: Vicky Leandros · 
1968: Chris Baldo & Sophie Garel · 
1969: Romuald · 
1970: David Alexandre Winter · 
1971: Monique Melsen · 
1972: Vicky Leandros · 
1973: Anne-Marie David · 
1974: Ireen Sheer · 
1975: Geraldine · 
1976: Jürgen Marcus · 
1977: Anne-Marie Besse · 
1978: Baccara · 
1979: Jeane Manson · 
1980: Sophie & Magaly · 
1981: Jean-Claude Pascal · 
1982: Svetlana · 
1983: Corinne Hermès · 
1984: Sophie Carle · 
1985: Margo, Franck, Diane, Ireen, Malcolm & Chris · 
1986: Sherisse Laurence · 
1987: Plastic Bertrand · 
1988: Lara Fabian · 
1989: Park Café · 
1990: Céline Carzo · 
1991: Sarah Bray · 
1992: Marion Welter & Kontinent · 
1993: Modern Times · 
2024: Tali · 
2025: Laura Thorn
1959: Jacques Pills · 
1960: François Deguelt · 
1961: Colette Deréal · 
1962: François Deguelt · 
1963: Françoise Hardy · 
1964: Romuald · 
1965: Marjorie Noël · 
1966: Tereza · 
1967: Minouche Barelli · 
1968: Line & Willy · 
1969: Jean-Jacques · 
1970: Dominique Dussault · 
1971: Séverine · 
1972: Anne-Marie Godart & Peter McLane · 
1973: Marie · 
1974: Romuald · 
1975: Sophie · 
1976: Mary Christy · 
1977: Michèle Torr · 
1978: Caline & Olivier Toussaint · 
1979: Laurent Vaguener · 
2004: Märyon · 
2005: Lise Darly · 
2006: Séverine Ferrer